# El Mano Negra
José Manuel Martínez (nacido en 1962), apodado El Mano Negra, es un ex-sicario mexicano-estadounidense perteneciente a un cartel de drogas mexicano. Martínez confesó aproximadamente 36 asesinatos y fue sentenciado a cadena perpetua tras ser declarado culpable de asesinato en varios estados. Se encuentra actualmente en la prisión USP Victorville en California.

## Crímenes
Martínez fue detenido en mayo de 2013 por el asesinato de José Ruiz, amigo del novio de su hija. Cuando las autoridades de Alabama lo interrogaron, Martínez confesó haber asesinado a 36 personas en al menos 12 estados. Todas sus víctimas eran hombres adultos, con excepción de un joven de 17 años a quien intentó asesinar. Martínez dijo que la mayoría de sus asesinatos estaban relacionados con deudas con los cárteles de la droga mexicanos. Es posible que haya matado a más de 30 personas en más de 32 años.

## Juicios
En Alabama, Martínez se declaró culpable de un cargo de asesinato por la muerte de José Ruiz en marzo de 2013 y fue sentenciado a 50 años de prisión. En California, se declaró culpable de nueve cargos de asesinato en octubre de 2015 y fue sentenciado a cadena perpetua sin libertad condicional.
En junio de 2019 tuvo lugar otro juicio en Florida por dos cargos de asesinato, el cual duró tres semanas. Luego de deliberar por tres horas, el jurado decidió no aplicar la pena de muerte solicitada por la fiscalía. En lugar de eso Martínez fue sentenciado a dos cadenas perpetuas consecutivas. Más de una docena de familiares de Martínez testificaron a su favor, compartiendo historias que describen los sacrificios que hizo para proteger a sus hermanos y los viajes a Disneyland donde llevaba a sus hijos y nietos. Su abogado defensor en el juicio de Alabama, Thomas Turner, lo describió como "una persona amable y agradable", y otro abogado, John Spivey, dijo que todo se resumía a dos versiones de Martínez, el "asesino frío" versus el "padre, tío y abuelo verdaderamente dedicado", y que al final, "el lado humano superó al lado monstruoso".

## Víctimas
Además del asesinato de Ruiz en Alabama, Martínez fue condenado por los siguientes asesinatos.
- David Bedolla, 23 - 21 de octubre de 1980, entre Lindsay y Strathmore
- Sylvester Ayon, 30 años - 1 de octubre de 1982, cerca de Santa Ynez
- Raúl González, 22 - 19 de octubre de 1982, al este de Porterville
- Domingo Pérez, 29 años - 8 de abril de 1995, al norte de Richgrove
- Santiago Pérez, 56 años - 14 de febrero de 2000, Pixley
- Javier Huerta, 20 de noviembre de 2006, Bosque Nacional de Ocala
- Gustavo Olivares, 28 de noviembre de 2006, Bosque Nacional de Ocala
- José Alvarado, 25 años - 15 de febrero de 2007, afuera de McFarland
- Juan Bautista Moreno, 52 años - 23 de marzo de 2009, cerca de McFarland
- Joaquín Barragán, 45 años - 30 de septiembre de 2009, al este de Earlimart
- Gonzalo Urquieta - 7 de febrero de 2011, afuera de Richgrove